# Sintassi (informatica)
La sintassi di un linguaggio di programmazione o di un altro linguaggio formale (di markup, di query e così via) indica nell'informatica l'insieme delle regole che una porzione di codice deve seguire per essere considerata conforme a quel linguaggio.
Le regole specificano come le sequenze di caratteri devono essere raggruppate per formare token, le sequenze permesse di questi token ed il significato che gli va attribuito (ulteriori significati vengono dati dalla semantica del linguaggio). Inoltre il linguaggio può essere case sensitive o meno.
L'analisi sintattica del codice sorgente di solito viene svolta esaminando linearmente la sequenza di token, e creando un albero sintattico. Questo processo viene chiamato parsing, con lo stesso significato che viene dato al termine nell'analisi sintattica della linguistica. Sono stati creati tool che, automaticamente, generano parser partendo dalla specifica di un linguaggio di programmazione descritta con la Backus-Naur Form, ad esempio Yacc (Yet Another Compiler Compiler); questi programmi vengono chiamati generatori di parser.
La sintassi di molti linguaggi è al livello 2 (ovvero seguono grammatiche libere dal contesto) nella gerarchia di Chomsky.